# Santos FC de Angola
Santos FC de Angola is een Angolese voetbalclub uit de stad Viana. Ze spelen in de Girabola, de hoogste voetbaldivisie van Angola. Ze spelen hun thuiswedstrijden in het Estádio do Santos, dat plaats biedt aan ruim 17.000 toeschouwers. De club is relatief jong, want ze werd pas opgericht in 2002. De enige prijs in de clubgeschiedenis werd in 2008 gevierd, toen Santos de Beker van Angola veroverde.

## Erelijst
- Beker van Angola

2008
- Supercup Angola

2009
1° de Agosto ·
1° de Maio ·
Atlético Sport Aviação ·
Benfica Luanda ·
CR Caála · 
CD Huíla · 
GD Interclube · 
Kabuscorp SC ·
Recreativo do Libolo ·
Atlético Petróleos Namibe ·
Onze Bravos ·
Petro Atlético ·
Porcelana FC ·
Progresso do Sambizanga ·
GD Sagrada Esperança ·
Santos FC